# Otaces lineata
Otaces lineata là một loài bướm đêm trong họ Noctuidae.